# Saint-Symphorien, Cher
Saint-Symphorien är en kommun i departementet Cher i regionen Centre-Val de Loire i de centrala delarna av Frankrike. Kommunen ligger  i kantonen Châteauneuf-sur-Cher som tillhör arrondissementet Saint-Amand-Montrond. År 2022 hade Saint-Symphorien 133 invånare.

## Befolkningsutveckling
Antalet invånare i kommunen Saint-Symphorien
Referens:INSEE